# Svart eller vitt
Svart eller vitt var ett samhällsprogram som sändes i TV 4 klockan 22.45–23.30 mellan den 20 september 1994 och den 24 april 2001. Programbeskrivningen löd bland annat "debatt, underhållning och journalistik om allvar och bagatell". Programledare var bland andra Lennart Ekdal, Bella Goldmann, Lydia Capolicchio, Thabo Motsieloa, Jenny Strömstedt, Karin Pettersson (nu Hübinette), Tomas Granryd och Kina Wileke. TV-producent var Kjell Dabrowski.